# Alatospora
Alatospora is een geslacht van schimmels uit de orde Leotiales. De familie is nog niet eenduidig bepaald (incertae sedis). De typesoort is Alatospora acuminata.

## Soorten
Volgens Index Fungorum telt het geslacht vier soorten (peildatum februari 2022):
| Soortnaam             | Auteur(s)           | Publicatiejaar |
| --------------------- | ------------------- | -------------- |
| Alatospora acuminata  | Ingold              | 1942           |
| Alatospora crassipes  | Marvanová           | 1977           |
| Alatospora flagellata | (Gönczöl) Marvanová | 1980           |
| Alatospora pulchella  | Marvanová           | 1977           |